# Любомирівська сільська рада (Снігурівський район)
Любомирівська сільська́ ра́да (до 2016 року — Краснознам'янська) — орган місцевого самоврядування у Снігурівському районі Миколаївської області. Адміністративний центр — селище Любомирівка.

## Загальні відомості
- Населення ради: 785 осіб (станом на 2001 рік)

## Населені пункти
Сільській раді підпорядковані населені пункти:
- с-ще Любомирівка
- с-ще Тернові Поди

## Склад ради
Рада складається з 12 депутатів та голови.
- Голова ради: Савельєв Віктор Олександрович

### Керівний склад попередніх скликань
| Прізвище, ім'я, по батькові   | Основні відомості                                                                     | Дата обрання | Дата звільнення |
| ----------------------------- | ------------------------------------------------------------------------------------- | ------------ | --------------- |
| Соловей Богдан Костянтинович  | Сільський голова, 1955 року народження, безпартійний                                  | 26.03.2006   | 01.11.2007      |
| Прокоп'єв Микола Теодорович   | Сільський голова, 1959 року народження, безпартійний                                  | 16.03.2008   | 31.10.2010      |
| Савельєв Віктор Олександрович | Сільський голова, 1961 року народження, освіта середня загальна, член Партії регіонів | 31.10.2010   |                 |

Примітка: таблиця складена за даними сайту Верховної Ради України

### Депутати
За результатами місцевих виборів 2010 року депутатами ради стали:

#### За суб'єктами висування
| Суб'єкт висування | Кількість обраних депутатів | %    |
| ----------------- | --------------------------- | ---- |
| Партія регіонів   | 8                           | 66,7 |
| Самовисування     | 4                           | 33,3 |

#### За округами
| № округу        | Прізвище, ім'я, по батькові    | Дата визнання обраним | Освіта             | Партійна приналежність | Відомості про обраного депутата                         |
| --------------- | ------------------------------ | --------------------- | ------------------ | ---------------------- | ------------------------------------------------------- |
| Партія регіонів |                                |                       |                    |                        |                                                         |
| 2               | Періжок Олег Олексійович       | 03.11.2010            | вища               | позапартійний          | ф/г «Командор», голова                                  |
| 3               | Пивоварчук Степан Миколайович  | 03.11.2010            | вища               | позапартійний          | ф/г «Ясен», голова                                      |
| 4               | Кузьмик Костянтин Анатолійович | 03.11.2010            | середня спеціальна | позапартійний          | Снігурівська ВК № 5, охоронець                          |
| 5               | Бурячок Світлана Іванівна      | 03.11.2010            | середня            | позапартійна           | тимчасово не працює                                     |
| 6               | Гоголь Валентина Михайлівна    | 03.11.2010            | середня            | позапартійна           | Любомирівська сільська рада, землевпорядник             |
| 7               | Ізоряну Галина Василівна       | 03.11.2010            | середня            | член Партії регіонів   | Любомирівський ДНЗ, завідувачка                         |
| 8               | Чепік Наталія Григорівна       | 03.11.2010            | вища               | позапартійна           | тимчасово не працює                                     |
| 9               | Гаврилюк Лариса Олексіївна     | 03.11.2010            | вища               | позапартійна           | Любомирівська загальноосвітня школа І-ІІІ ст., вчитель  |
| Самовисування   |                                |                       |                    |                        |                                                         |
| 1               | Федорович Сергій Миколайович   | 03.11.2010            | вища               | позапартійний          | тимчасово не працює                                     |
| 10              | Соловей Тамара Миколаївна      | 03.11.2010            | вища               | позапартійна           | Любомирівська загальноосвітня школа І-ІІІ ст., директор |
| 11              | Яковець Сергій Васильович      | 03.11.2010            | вища               | член Партії регіонів   | ф/г «Днестр», голова                                    |
| 12              | Партола Сергій Миколайович     | 03.11.2010            | вища               | член Партії регіонів   | ф/г «Любава», голова                                    |